# Un poco de chocolate
 Un poco de chocolate és una pel·lícula espanyola del 2008 dirigida per Aitzol Aramaio.

## Argument
Lucas i María són dos vells germans que comparteixen una casa plena de records de les persones que han estimat. Saben que, abans o després, també ells emprendran l'últim viatge. Marcos i Roma són dos joves que estan sols. Ella és infermera i pinta finestres que embelleixen les vistes des de la seva habitació. Marcos camina sense rumb agafat al seu acordió i a un munt de preguntes. Un dia, l'atzar reuneix als quatre i, des de llavors, Lucas i María contagiaran la seva manera de ser a Roma i a Marcos.

## Repartiment
- Héctor Alterio: 	Lucas
- Daniel Brühl: 	Marcos
- Julieta Serrano: 	María
- Bárbara Goenaga: 	Roma
- Marián Aguilera: 	Rosa
- Mikel Albisu: 	Tomás
- Klara Badiola
- Ramón Barea: 	Ángel
- Iñake Irastorza
- Mikel Laskurain
- Gorka Otxoa: 	Matías

## Crítica
"Relat en clau naturalista al qual s'afegeixen impostaciones oníriques que només funcionen en poquíssimes ocasions (...) en diverses seqüències el sentimentalisme s'acaben imposant a alló veritablement tendre."